# J.D.Neuhaus
Pour les articles homonymes, voir Neuhaus.

J.D.Neuhaus est une entreprise allemande spécialisée dans les systèmes de levage. Elle a toujours été détenue et dirigée par la famille Neuhaus. Fondée en 1745 et encore en activité en 2009, sa longévité lui permet de faire partie de l'Association des Hénokiens.

## Métiers
Elle conçoit et fabrique des palans, des treuils et des ponts roulants à entrainement pneumatique. Elle les commercialise dans le monde entier via un réseau de distributeurs.

## Historique
J.D.Neuhaus porte le nom de son fondateur, Johann Diederich Neuhaus. En 2009, elle a pour président un des descendants, Wilfried Neuhaus-Galladé.
Elle a toujours travaillé dans le domaine des systèmes de levage. Elle est à l'origine de deux inventions  majeures dans l'industrie, celle du cric à crémaillère en fût de bois et celle du palan doté d’un moteur à air comprimé à palettes. Elle s'est ensuite spécialisée dans la maitrise et l'innovation de cette technologie de l'air comprimé.